# Broadcast News
Broadcast News is een Amerikaanse film uit 1987 van regisseur James L. Brooks met in de hoofdrollen William Hurt en Holly Hunter. 
De film gaat over een televisienieuwsstation waar iedereen onder hoge druk werkt om het nieuws op tijd op televisie te krijgen. Met name de onderlinge verhoudingen (zakelijk en romantisch) tussen producent Jane Craig, verslaggever Aaron Altman en nieuwslezer Tom Grunick komen in beeld.

## Verhaal
Jane Craig is een neurotische emotionele vrijgezel, maar vooral een bekwame producent van tv-nieuws. In de tv-nieuwsstudio werkt iedereen onder hoogspanning om het nieuws op tijd op de buis te brengen. De concurrentie is zo groot dat de strijd om de kijkcijfers tot op het scherp van de snede wordt uitgevochten. Om zich van de concurrentie te onderscheiden, komen verslaggevers en producenten steeds met nieuwe ideeën. Zo wil bijvoorbeeld Craig een oude tekening van Norman Rockwell, The Homecoming, gebruiken bij een nieuwsitem over terugkerende huurlingen uit een oorlog. Terwijl er eigenlijk geen tijd voor is, laat Craig de tekening opzoeken, filmen en letterlijk op de seconde monteren op de tape vlak voor de uitzending begint. Craig leeft voor het televisienieuws. Ze is zich bewust van het feit dat verslaggever Altman verliefd op haar is, maar ze gaat niet op zijn avances in. Geen tijd. Ook Altman is ondanks zijn verliefdheid altijd eerst bezig met het nieuws. Omdat hij niet geschikt is als nieuwslezer komt het voor hem aan op zijn feitenkennis en journalistieke vaardigheden. Als er een crisis uitbreekt en een Amerikaanse vliegbasis in Italië wordt aangevallen door Libië zit Altman mokkend thuis. Zijn rivaal in de strijd om Jane Craig, Tom Crunick is nieuwslezer en krijgt zijn informatie via een oortelefoontje en een autocue. Hoewel niet in functie belt Altman toch de studio om zijn kennis over het onderwerp te spuien. Craig geeft het door aan Crunick die de informatie vervolgens aan de kijkers brengt. Het nieuws staat voorop, persoonlijke rivaliteit valt dan even weg. Maar lang duurt de euforie niet. Als het nieuws is gebracht, begint de onderlinge strijd weer. Altman heeft behalve een rivaal op liefdesgebied ook een belangrijke concurrent in Tom Crunick. Omdat Altman alleen verslaggever is, loopt hij de kans bij het station ontslagen te worden als het even wat minder gaat. De nieuwslezers hebben meer krediet. In de Verenigde Staten heeft een nieuwslezer een grotere status binnen het wereldje van het tv-nieuws. Dat beseft ook Crunick die vooral vanwege zijn knappe uiterlijk is uitverkoren tot nieuwslezer. Grunick is zich bewust van het feit dat hij niet intelligent is, en voornamelijk een 'knap gezicht'. Maar als nieuwslezer is hij populair en de rijzende ster binnen het station. Jane Craig vindt hem aantrekkelijk en dat is wederzijds. Toch komt het maar niet tot een relatie. Daarvoor is het nieuws te belangrijk. Soms is er samenwerking tussen de rivalen. Zo geeft Crunick tips aan Altman als die invalt als nieuwslezer. Het optreden wordt een ramp en Altman verdrinkt bijna in zijn lichaamszweet. Crunick kan het vervolgens niet nalaten de uitzending op te nemen en aan Craig te laten zien. Als Craig en Crunick eindelijk een relatie lijken te ontwikkelen, komt er een kink in de kabel. Het station moet bezuinigen en vrijwel alle medewerkers verliezen hun baan. Altman mag blijven, maar neemt ontslag. Hij gaat voor een kleiner station werken. Craig krijgt promotie en wordt bureauchef, terwijl Crunick wordt overgeplaatst naar Londen, als opstap naar een baan tot hoofdnieuwslezer. Zeven jaar later zien ze elkaar weer. Crunick is hoofdnieuwslezer en verloofd, Altman is getrouwd en heeft een zoon en Craig heeft weer promotie en eindelijk een relatie.

## Rolverdeling
| Acteur        | Personage     |
| ------------- | ------------- |
| Holly Hunter  | Jane Craig    |
| William Hurt  | Tom Crunick   |
| Albert Brooks | Aaron Altman  |
| Lois Chiles   | Jennifer Mack |
| Joan Cusack   | Blair Litton  |

## Achtergrond
Voordat hij voor televisie en film ging werken was regisseur James L. Brooks werkzaam bij CBS News. Broadcast News is Brooks' verbeelding van die tijd. Hij geeft een kijkje in de keuken en dat kijkje is niet vrij van cynisme. Als op het einde van de film vrijwel alle medewerkers ontslagen worden, zien we Jack Nicholson in beeld komen in zijn rol als anchorman Bill Rorich. Rorich vraagt of er niets valt te doen aan al die ontslagen, waarop het hoofd van de studio gevat zegt: "Als jij een miljoen van je salaris inlevert, kan iedereen blijven werken". Brooks laat alles zien, de gedrevenheid, de rivaliteit en de eeuwige strijd om de kijker. Ook de smerige trucs komen in beeld. Zo heeft Crunick op zeker moment een gesprek met een verkrachtingsslachtoffer. Later wekt hij een traan op, laat dat filmen en monteert de scène in het gesprek. Hierdoor lijkt het alsof hij oprecht is getroffen door het verhaal van het slachtoffer. Hij manipuleert het nieuws. Jane Craig is des duivels als ze erachter komt dat de traan niet echt is. Het nieuws mag niet gemanipuleerd worden, dat komt steeds terug in de film. Als Craig en Altman in Midden-Amerika optrekken met rebellen vraagt een filmploeg een rebel om een nieuw geleverd stel schoenen aan te trekken. Ook hier is Craig woedend, de man moet zelf kiezen. Brooks laat ook zien dat het televisienieuws om beeld gaat. Een goed uitziende nieuwslezer is miljoenen waard, een goed ingevoerde journalist kan zo vervangen worden. Craig vecht hier tegen, maar haalt bakzeil. Aan de andere kant is ook zij niet brandschoon. Als haar baas vraagt wie van de journalisten zes maanden naar Alaska moet, stuurt ze zonder problemen haar rivale naar het koude noorden.

## Productie
Aanvankelijk was Debra Winger uitverkoren voor de rol van Jane Craig. Brooks had al met haar samengewerkt bij de productie van Terms of Endearment en wilde graag weer met haar werken. De zwangerschap van Winger gooide roet in het eten en Brooks moest halsoverkop uitwijken naar een andere actrice. De regisseur dacht aan Sigourney Weaver, Mary Beth Hurt, en Judy Davis, maar die hadden niet de uitstraling die Brooks zocht. Het auditiebureau suggereerde actrice Holly Hunter. Hunter was echter nog niet zo bekend in 1987, haar meest bekende optreden was in Raising Arizona uit hetzelfde jaar, en ook Brooks had nooit van haar gehoord. Zijn "Holly who?" werd legendarisch, zeker vanwege de Oscarnominatie die Hunter kreeg voor Broadcast News.